# Xã Wealthwood, Quận Aitkin, Minnesota
Xã Wealthwood (tiếng Anh: Wealthwood Township) là một xã thuộc quận Aitkin, tiểu bang Minnesota, Hoa Kỳ. Năm 2010, dân số của xã này là 268 người.